# Lutz Schwerin von Krosigk
Lutz hrabě Schwerin von Krosigk, narozený jako Johann Ludwig von Krosigk (22. srpna 1887, Rathmannsdorf – 4. března 1977, Essen) byl německý nacistický politik, který byl v letech 1932 až 1945 německým ministrem financí a v květnu 1945 krátce posledním předsedou vlády (faktickým kancléřem) „Třetí říše“. Roku 1949 byl za válečné zločiny odsouzen k 10 letům vězení. Po amnestii roku 1951 působil jako publicista.

## Život
Původně působil jako nezávislý politik konzervativního zaměření, členem NSDAP se stal až roku 1937, a to automaticky, když přijal Zlatý stranický odznak od Adolfa Hitlera.
Během bitvy o Berlín, krátce po posledních Hitlerových narozeninách, 20. dubna 1945, se přistoupilo k evakuačním krokům. Všichni říšští ministři se měli dostavit do Eutinu, protože se v prostoru Eutin-Plön nebojovalo. Von Krosigk bydlel koncem dubna 1945 u Waldemara von Mohl v Bad Segebergu a dojížděl každý den po říšské silnici 432 do Eutinu a Plönu na jednání říšské vlády. V politickém testamentu Adofa Hitlera byl Schwerin von Krosigk potvrzen jako ministr financí. Začátkem května 1945 jej Karl Dönitz jmenoval řídícím ministrem a říšským ministrem zahraničních věcí.

## Dílo
- Jenny Marx : Liebe und Leid im Schatten von Karl Marx : Eine Biographie nach Briefen, Tagebüchern und anderen Dokumenten / Lutz von Krosigk Schwerin Staats-Verlag, Wuppertal 1975 (zweite Auflage, 1976), ISBN 3-87770-015-2.
- Persönliche Erinnerungen. Drei Bände (tři svazky). Selbstverlag, Essen 1973–74.